# Xyloperthodes evops
Xyloperthodes evops är en skalbaggsart som beskrevs av Pierre Lesne 1906. Xyloperthodes evops ingår i släktet Xyloperthodes och familjen kapuschongbaggar. Inga underarter finns listade i Catalogue of Life.